# Hanna Rosvall
Hanna Rosvall (Ängelholm, 10 de febrero de 2000) es una deportista sueca que compite en natación.
Ganó una medalla de oro en el Campeonato Europeo de Natación de 2022 y dos medallas en el Campeonato Europeo de Natación en Piscina Corta, oro en 2017 y plata en 2021.

## Palmarés internacional
| Campeonato Europeo                  | Campeonato Europeo     | Campeonato Europeo | Campeonato Europeo |
| Año                                 | Lugar                  | Medalla            | Prueba             |
| ----------------------------------- | ---------------------- | ------------------ | ------------------ |
| 2022                                | Roma (Italia)          | Medalla de oro     | 4 × 100 m estilos  |
| Campeonato Europeo en Piscina Corta |                        |                    |                    |
| Año                                 | Lugar                  | Medalla            | Prueba             |
| 2017                                | Copenhague (Dinamarca) | Medalla de oro     | 4 × 50 m estilos   |
| 2021                                | Kazán (Rusia)          | Medalla de plata   | 4 × 50 m estilos   |